# Jean-François Gallotte
Jean-François Gallotte est un acteur et réalisateur français né le 18 novembre 1953 à Paris.

## Biographie
Avant de débuter une carrière artistique, Jean-François Gallotte a notamment été maçon. Il a même participé à la construction du Parc des Princes.
Après sa formation d'acteur sous la direction d'Antoine Vitez, Jean-François Gallotte pratique le théâtre de rue à ses débuts. Il travaille avec plusieurs troupes ( le Théâtre Imaginaire, la Compagnie de la Jacquerie ) avant de se tourner vers la réalisation d'un premier court métrage à la fin des années 1970.
De 1981 à 1983, il est animateur bénévole sur la radio libre Carbone 14, sous le nom de David Grossexe,, expérience à laquelle, avec Joëlle Malberg, il a consacré un film. Il y anime notamment l'émission Poubelle Night avec Supernana. En 1983, il devient animateur éphémère sur France Inter, son émission d'été n'étant pas reconduite à la rentrée.
Le long métrage de Jean-François Gallotte, Carbone 14, Le Film, lui vaudra une sélection au Festival de Cannes en 1983. Pour assurer la promotion de son film, à l’initiative de Jean-Yves Lafesse et en compagnie de Guy Montbillard, ils taguent les affiches de films avec leur propre publicité. Ce petit happening vaudra à Jean-François Gallotte une garde à vue.
En 2001, il participe au lancement de Zaléa TV, une chaîne de télévision indépendante sur un modèle similaire aux radios libres.
En 2014, avec une partie de l'équipe de Zaléa TV, il lance la plateforme CinéMutins, consacrée aux films documentaires engagés.
Il tourne fréquemment pour la télévision et le cinéma tout en se produisant sur les scènes des théâtres parisiens.
Son long métrage Le Chien a été présenté au festival de Cannes 1984 dans la sélection Perspectives du cinéma français.
Selon Sandrine Marques (Le Monde, 17 mars 2015), Jean-François Gallotte est « un artisan à part dans le cinéma français » et il « cultive un art consommé du décalage ».

## Filmographie

### Acteur

#### Longs métrages
- 1986 : Irena et les ombres d'Alain Robak : Le projectionniste
- 1989 : Peaux de vaches de Patricia Mazuy : Jack Vrel
- 1990 : Baby Blood d'Alain Robak : Richard
- 1994 : Parano d'Alain Robak : L'homme de Sado et Maso
- 1994 : Roboflash warrior de Richard J. Thomson
- 1995 : Visiblement je vous aime de Jean-Michel Carré : Franck
- 1996 : Time Demon de Richard J. Thomson : Hitler
- 1996 : Les Deux Papas et la Maman de Smaïn et Jean-Marc Longval : Jean-Claude
- 1997 : L'Autre côté de la mer de Dominique Cabrera
- 1997 : Ma vie en rose d'Alain Berliner : Thierry
- 1998 : La Voie est libre de Stéphane Clavier : Le patron de Robert
- 1998 : Grève party de Fabien Onteniente
- 1998 : Ça n'empêche pas les sentiments de Jean-Pierre Jackson : Le gérant du supermarché
- 1998 : Zonzon de Laurent Bouhnik : Gardien Fernand
- 1998 : Fin août, début septembre d'Olivier Assayas : le producteur
- 1998 : Le Poulpe de Guillaume Nicloux : Le patron de bar
- 1998 : Le Cœur à l'ouvrage de Laurent Dussaux : Le propriétaire du café
- 1999 : Les Parasites de Philippe de Chauveron : Brig. Gilbert
- 1999 : La Nouvelle Ève de Catherine Corsini : Le père de Sophie
- 1999 : 1999 Madeleine de Laurent Bouhnik : Monsieur Paul
- 1999 : Chili con carne de Thomas Gilou : L'employé de mairie
- 2000 : Épouse-moi de Harriet Marin : Gilivien
- 2000 : Les Autres Filles de Caroline Vignal : Le père
- 2001 : De l'amour de Jean-François Richet : Marc, un policier
- 2001 : 15 août de Patrick Alessandrin : Fabrice, le père de Julie
- 2001 : Grégoire Moulin contre l'humanité d'Artus de Penguern : Un supporter breton
- 2001 : Vertiges de l'amour de Laurent Chouchan : M. SOS Détresse
- 2002 : Comme un avion de Marie-France Pisier : Le prof de français
- 2002 : Jojo la frite de Nicolas Cuche : Le mendiant infirme
- 2002 : Filles perdues, cheveux gras de Claude Duty : Jean-François
- 2002 : 24 Heures de la vie d'une femme de Laurent Bouhnik : Le taxi / Le cocher
- 2002 : La Beuze de François Desagnat et Thomas Sorriaux : Marceau
- 2003 : Quand tu descendras du ciel d'Éric Guirado : Lucien
- 2003 : Rencontre avec le dragon d'Hélène Angel : Pape Innocent III
- 2003 : Livraison à domicile de Bruno Delahaye : Werner
- 2004 : Les Rivières pourpres 2 : Les Anges de l'apocalypse d'Olivier Dahan : Directeur supermarché
- 2004 : Arsène Lupin de Jean-Paul Salomé : Le majordome
- 2004 : Narco de Tristan Aurouet et Gilles Lellouche : L'homme du tank
- 2005 : Espace Détente d'Yvan Le Bolloc'h et Bruno Solo : Paulo
- 2005 : Michou d'Auber de Thomas Gilou : Berrutin
- 2006 : U.V. de Gilles Paquet-Brenner : Monsieur Durand
- 2006 : Gomez vs Tavarès de Gilles Paquet-Brenner : Commissaire Darieux
- 2007 : Jean-François Gallotte fait son cirque sur Zaléa TV de Gérard Courant : L'animateur de télévision
- 2008 : Ça se soigne ? de Laurent Chouchan : le gardien
- 2008 : Leur morale... et la nôtre de Florence Quentin : le voisin
- 2010 : La Tête ailleurs de Frédéric Pelle : Eugenio
- 2010 : Victor de Thomas Gilou
- 2011 : L'Élève Ducobu de Philippe de Chauveron : Monsieur Buque
- 2011 : Q de Laurent Bouhnik : père d'Alice
- 2012 : La Vérité si je mens ! 3 de Thomas Gilou : Bernard
- 2013 : Win Win de Claudio Tonetti : Michel
- 2014 : Du goudron et des plumes de Pascal Rabaté : voisin bègue
- 2014 : Super Z de Julien de Volte et Arnaud Tabarly : Germain
- 2015 : Je compte sur vous de Pascal Elbé : L'huissier
- 2017 : À bras ouverts de Philippe de Chauveron : L'huissier
- 2017 : Stars 80, la suite de Thomas Langmann et Frédéric Auburtin : Maurice
- 2018 : Christ(off) de Pierre Dudan : Père Gilles
- 2021 : Si on chantait de Fabrice Maruca : Monsieur livraison "Je te promets"
- 2022 : Simone, le voyage du siècle d'Olivier Dahan : Militant FN
- 2022 : Couleurs de l’incendie de Clovis Cornillac : L'agent d'entretien

#### Courts métrages
- 1985 : Cinématon no 569 de Gérard Courant : lui-même
- 1989 : Corridor d'Alain Robak : Le visiteur
- 1994 : Sado et Maso vont en bateau d'Alain Robak : l'homme (Sketch du film Parano )
- 1995 : Le Videur de Christophe Jacrot
- 1995 : Homo automobilis de Vincent Mayrand
- 1995 : L'Enfant du parking de Claudine Bories : Le gardien du parking
- 1995 : Le Monstre de Christophe Jacrot
- 1997 : Jingle Bells d'Olivier Peyon : Le garçon de café
- 1998 : Gratin de Yann Piquer
- 1998 : Les Fans de Francis Duquet : Le père
- 1998 : La Leçon du jour d'Irène Sohm : Le père
- 1999 : Débranche le fer César (+ réalisation) : Michou
- 1999 : Sommeil profond de Pierre Lacan
- 1999 : Un petit air de fête d'Éric Guirado : Lucien
- 1999 : Psy Show de Marina De Van : Le patient
- 2000 : Clémentine... plein de choses que vous savez pas ! de Francis Allégret : L'instituteur
- 2000 : Facteur risque de Fabrice Maruca
- 2000 : Chasse gardée d'Olivier Riou : Le père
- 2000 : La Galette des rois d'Olivier Riou
- 2000 : Deux l de Laurent Bouhnik : Le père
- 2000 : Marée basse de Christiane Lack
- 2000 : Brûlure indienne de Joséphine Flasseur
- 2001 : 24/24 d'Antoine Raimbault et Bertrand Eluerd : Le mari
- 2001 : Assoud le buffle de Joseph Morder
- 2002 : Après l'enfance de Thomas Lilti
- 2002 : Le Vigile de Frédéric Pelle
- 2002 : La Femme qui a vu l'ours de Patrice Carré : Cornioux
- 2003 : Roue libre de Thomas Lilti
- 2003 : Grand ciel de Noël Alpi : Guy, le père
- 2003 : Copains comme cochons de Alexandre Zanetti : Pascal
- 2003 : En famille de Pascale Chouffot : Mr. Caravan
- 2004 : L'Attraction terrestre de Frédéric Carpentier : L'oncle
- 2004 : Insurrection/résurrection de Pierre Méréjkowsky : Gilles
- 2004 : Passage(s) de Colas Rifkiss et Mathias Rifkiss : Le gendarme
- 2005 : È pericoloso sporgersi d'Avril Tembouret : Le clochard endormi
- 2005 : Les Messagers[8] de Patrick Dhaussy
- 2005 : Chambre 616 de Frédéric Pelle
- 2006 : La Terre ferme d'Olivier Riou
- 2007 : Recrue d'essence de Colas Rifkiss et Mathias Rifkiss : René

#### Télévision
- 1991 : Nestor Burma, épisode Les cadavres de la plaine Monceau
- 1996 : Double peine de Thomas Gilou  : Le commissaire
- 1998 : Une femme d'honneur, épisode Balles perdues : Inspecteur Louvier
- 1998 : Quai numéro un, épisode Le tueur de la pleine lune
- 1998 : Joséphine ange gardien, épisode Le tableau noir : M. Waniski
- 1999 : La Finale de Patricia Mazuy  : Lagrange
- 1999 : Premières Neiges de Gaël Morel : L'homme du parking
- 2000 : H, épisode Une histoire d'assurance-vie
- 2000 : Le Causse d'Aspignac de Rémy Burkel : Le garde-chasse
- 2001 : Les Cordier, juge et flic, épisode Saut périlleux : Jean-Luc Rey
- 2001 : Chère Marianne, épisode Cellule familiale : Le curé
- 2002 : Maigret, épisode Maigret et le fou de Sainte Clothilde : Le patron de l'hôtel
- 2002 : Julie Lescaut, épisode Amour blessé de Klaus Biedermann : Guillemert
- 2002 : Caméra Café, épisodes La secte, Trou de mémoire et Réparation
- 2002 : Avocats et Associés, épisode La clef sous la porte : Raymond
- 2002 : Passage du bac d'Olivier Langlois : Marc
- 2003 : Kelif et Deutsch à la recherche d'un emploi (guest)
- 2003 : Je hais les enfants de Lorenzo Gabriele : Le psy
- 2004 : Qui mange quand? de Jean-Paul Lilienfeld : Julien
- 2004 : Moitié-moitié de Laurent Firode : Vincent Godet
- 2004 : Le Train (série) : Jean-Pierre Boulard
- 2005 : Joséphine, ange gardien, épisode La couleur de l'amour : Gilles
- 2006 : Je hais les parents de Didier Bivel : Le psy
- 2006 : Capitaine Casta de Joyce Buñuel : Bernard
- 2006 : Mademoiselle Joubert, épisode Chagrin caché : Le Gendarme
- 2007 : Le Monsieur d'en face d'Alain Robillard : L'inspecteur
- 2007 : Agathe contre Agathe de Thierry Binisti : Médecin légiste
- 2007 : Rose et Val, épisode Cran de sûreté : Édouard Vigouroux
- 2008 : Central Nuit, épisode Quartier sensible : Le gardien de la cité
- 2008 : Duval et Moretti, épisode L'équipée mortelle : Le chauffeur de taxi
- 2008 : Cellule Identité, épisode Dominique : Patron de la casse
- 2008 : Le monde est petit de Régis Musset : Bertrand
- 2007 : Monsieur Joseph d'Olivier Langlois : Julien
- 2009 : L'Internat (série) : Jean Rivière
- 2009 : Section de recherches, épisode Tourner la page : Robert Laforêt
- 2010 : Contes et nouvelles du XIXe siècle : Crainquebille de Philippe Monnier : Le clochard
- 2010 : Les Virtuoses, épisode Les blanchisseurs de Claude-Michel Rome : Robert Magnant
- 2011 : Victor Sauvage, épisode Poudre aux Yeux : Capitaine Brenna
- 2011 : Je, François Villon, voleur, assassin, poète... de Serge Meynard : Maître Polonius
- 2011 : L'homme de la situation de Didier Bivel : Le proviseur
- 2011 : Un flic, épisode Pink panthers : Le commissaire
- 2011 : Bankable de Mona Achache : M. Raymond
- 2012 : Si près de chez vous, épisode Une femme trop belle pour lui :  Gérard
- 2013 : La Croisière (mini-série) de Pascal Lahmani : Bernard
- 2013 : Q.I. (saison 2) d'Olivier de Plas
- 2016 : La Petite Histoire de France (guest)
- 2022 : Des gens bien : Le pasteur Bruno

### Réalisation

#### Cinéma
- 1976 : Point final à la ligne (Prix du public festival de Belfort en 1976)
- 1982 : - CM - Déraison ordinaire
- 1983 : Carbone 14, le film avec David Grossexe, Jean-Yves Lafesse, Supernana, José Lopez, Robert Lehaineux, Michel Fizbin (Sélection perspectives du cinéma Français Festival de Cannes 1983)
- 1984 : Le Chien (festival de Cannes 1984 dans la sélection Perspectives du cinéma français)
- 1988 : Jamais deux sans trois avec François Frapier, Suzanna Lastreto (Prix spécial du jury au Festival du film d'humour de Chamrousse 1988[9])
- 1998 : CM Débranche le fer césar avec Jérémy Lippman et Jean-François Gallotte (Canal+)
- 2010 : - CM - Coréalisé avec Aurélie Martin, La vie est dure? Non c'est le travail qui est dur !
- 2014 : Louise avec Claudine Baschet, Charlotte Sohm, Julie Marboeuf et François Frapier (Prix du scénario et mention spéciale à l 'actrice Claudine Baschet  au festival "Drôles de Dames" à Carbonne)

#### Télévision
- Les carottes ça a des poils : Émission sur les plantes et le potager (20 × 30 min sur Discovery Channel en 2007)
- Raphaël Mezrahi (Hugues Delatte) : Émission Nulle part ailleurs (Canal+)
- Les écrans du savoir (Ca bouge – Dedallus – Allo la terre) – Films pédagogiques (France 5)
- L'antenne est à nous : magazine télévisuel du Conseil départemental de la Seine-Saint-Denis (France 3)
- Igor ! : documentaire (France 2) et Planète+
- J'arrrive : téléfilm avec Jean-Yves Lafesse et Jean Teulé (France 3)

## Théâtre
- 2008 : Jupe obligatoire écrit et mis en scène par Nathalie Vierne (Théâtre du Gymnase)
- 2009 : Monique est demandée caisse 12 écrit et mis en scène par Raphaël Mezrahi (Théâtre des Variétés)
- 2010 : La Vie à plein crocs écrit par Jean-François Gallotte et François Frapier (théâtre 14)
- 2011 : Le Grand Soir écrit par Anthony Marty mis en scène par Nathalie Vierne (Théâtre du Gymnase)
- 2014 : Folies Vaudeville de et mise en scène Jean Marbœuf, Théâtre La Bruyère
- 2021 : Grosse Chaleur de Laurent Ruquier, mise en scène Anthony Marty, tournée